# 翼城郡
翼城郡，中国隋朝时设置的的郡。
义宁元年（617年）置，治所在翼城县（今属山西省）。辖境相当今山西省翼城、绛县及曲沃县部分地。唐朝武德元年（618年）改置为浍州。 